# Bjerg-Elm
Bjerg-Elm (Ulmus glabra subsp. montana) minder om Storbladet Elm, men er lidt mindre, har glatte blad oversider og vokser ved kysterne, - hvis den ikke er uddød på grund af elmesyge.